# Veronica stewartii
Veronica stewartii är en grobladsväxtart som beskrevs av Francis Whittier Pennell. Veronica stewartii ingår i släktet veronikor, och familjen grobladsväxter. Inga underarter finns listade i Catalogue of Life.